# يوهانس براندت
يوهانس براندت (بالألمانية: Johannes Brandt)‏ (و. 1884 – 1955 م) هو مخرج أفلام، وكاتب سيناريو، ومؤلف، وكاتب نمساوي، ولد في فيينا، توفي في فيينا، عن عمر يناهز 71 عاماً.

## وصلات خارجية
- يوهانس براندت على موقع IMDb (الإنجليزية)
- يوهانس براندت على موقع ألو سيني (الفرنسية)
- يوهانس براندت على موقع ميوزك برينز (الإنجليزية)
- يوهانس براندت على موقع ديسكوغز (الإنجليزية)
- يوهانس براندت على موقع قاعدة بيانات الفيلم (الإنجليزية)
- يوهانس براندت على موقع كينوبويسك (الروسية)

- يوهانس براندت في قاعدة بيانات الأفلام على الإنترنت